# Ursin (antipape)
Ursin ou Ursicin (en latin : Ursicinus également connu sous le nom d'Ursinus) est élu pape lors d'une élection très contestée. Il exerce le pontificat de 366 à 367. Ce n'est qu'à l'occasion du concile de Rome de 378 qu'Ursin est condamné. Le pape Damase Ier est alors déclaré pape légitime. En 381, lors du concile d'Aquilée, Ursin est déclaré antipape.

## Contexte
Le pape Libère est banni en 355 à la suite d'un conflit avec l'empereur Constance II sur le traitement de l'arianisme. L'antipape Félix II est imposé comme son successeur. Après la mort de l'empereur Libère s'installe finalement à Rome et Félix est expulsé. Libère décède le 24 septembre 366.
Au début de l'Église catholique les nouveaux évêques de Rome sont choisis de la même manière que dans les autres diocèses, c'est-à-dire par les membres du clergé et les gens du diocèse qui élisent ou choisissent le nouvel évêque en présence des autres évêques de la province. Il s'agit d'une méthode simple dans une petite communauté de chrétiens unifiée par la persécution.
Mais cette communauté chrétienne de Rome a grandi en taille et l'acclamation d'un nouvel évêque s'accompagne de divisions entre les prétendants d'une part et une certaine hostilité de classe entre les candidats patriciens et les plébéiens, qui commencent à perturber l'élection des évêques. Dans un même temps les empereurs du IVe siècle doivent confirmer chaque nouveau pape.

## Une élection agitée
Les partisans patriciens de Félix appuient l'élection de Damase tandis que les partisans opposés, ceux de Libère, les diacres et les laïcs, soutiennent Ursin, lui-même diacre,. Tous deux sont élus le jour de la mort de Libère, dans une atmosphère d'émeute. Ursin est alors sacré par l'évêque de Tibur. Les partisans des deux camps s'affrontent durant trois jours. Le calme revient à la suite de l'intervention du préfet de Rome qui fait expulser Ursin.
Selon une autre version, fournie par Marcellino et Faustino, deux prêtres lucifériens, après avoir été expulsés de Rome par Damase, rédigent le Libellus Precum. Partisans d'Ursin, ils affirment que ce dernier est élu avant Damase par les personnes en communion avec l'Église de Libère, sur le Tibre. Ursin est ordonné par Paul, évêque de Tivoli (Tibur). Selon eux, Damase, en réponse à cette élection, fait irruption dans l'église et massacre plus d'une centaine de ses adversaires. Sept jours plus tard il prend possession de la basilique du Latran, où il est sacré, le 1er octobre 366.

## Conséquences de l'élection
Après ces deux élections tous les récits conviennent que les partis rivaux se sont affrontés à chaque occasion et que ces affrontements ont fait de nombreuses victimes. Les deux préfets de la ville, le préfet de Rome Vivenzio Scisciano (it) et le préfet de l'annone Giuliano, sont appelés pour rétablir l'ordre. Finalement, d'un commun accord, les préfets bannissent Ursin vers la Gaule, mais les combats continuent.
En 367, l'empereur Valentinien permet aux bannis de revenir, mais il les menace de punition sévère en cas de nouvelles émeutes. Ursin revient le 15 septembre. Il est reçu avec de grandes démonstrations de joie de la part de ses disciples, mais le 16 novembre il est à nouveau relégué en Gaule, avec sept des siens, par ordre de l'empereur. Cependant la paix n'est pas immédiatement rétablie. Ses disciples continuent à se réunir dans les cimetières et prennent possession de l'église de Sainte-Agnès hors les Murs (it). Toujours selon Marcellino et Faustino, ils en sont chassés par Damase lui-même avec ses disciples, dans un bain de sang. Après ces événements le nouveau préfet de Rome, Vettius Agorius Praetextatus, successeur de Vivenzio, interdit la réunion des deux parties.
En 371, cependant, les empereurs Valentinien, Valens et Gratien permettent à Ursin et ses amis de rentrer d'exil de Gaule, leur permettant de vivre là où ils voudraient, mais loin de Rome et ses régions suburbaines.

## Le concile de Rome de 378
En 378 un concile a lieu à Rome. Il condamne Ursin et affirme Damase en tant que vrai pape. De ce conseil une lettre est adressée aux empereurs Valentinien II et Gratien, dans laquelle il est précisé qu'Ursin et ses disciples sont gardés secrètement en raison de leur machination contre Damase.

## Le concile d'Aquilée
Lors du concile d'Aquilée en 381 Ambroise de Milan joue un rôle de premier plan dans la déclaration d'Ursin en tant qu'usurpateur. Il adresse une lettre à l'empereur Gratien contre ce dernier. Ambroise y déclare que Damase a été élu par la volonté de Dieu.

## Les dernières années d'Ursin
Après ces événements Ursin part à Milan, où il semble avoir rejoint le courant arianiste, qui lui promet son soutien. Mais Ambroise, évêque de Milan, après avoir informé l'empereur Gratien de ce qui se passait, bannit Ursin d'Italie et le fait enfermer à Cologne. Il n'est rien connu d'Ursin jusqu'à la mort de Damase (décembre 384), quand il s'oppose à l'élection du pape Sirice, premier évêque de Rome à porter le titre de pape. Ursin ne semble pas avoir eu un soutien suffisant pour provoquer d'autres conflits et des troubles à Rome.